# Coussapoa
Coussapoa, comúnmente conocido como matapalo, es un género con unas 50 especies aceptadas de plantas arbórea perteneciente a la familia Urticaceae y distribuidas en América tropical. 

## Descripción
Son arbustos y árboles, de hasta 20 m de altura y 1 m de diámetro, que, normalmente, se desarrollan primero como plantas epífitas y luego estranguladoras (hemiepífitas) o epilíticas, trepadoras. Tienen látex amarillento. Las hojas, con estípulas fusionadas en espata caediza, son alternas y espiralmente dispuestas, enteras, pinnatinervias, glabras, de margen entero o algo crenado, de haz verde y envés rojizo y con pecíolos más o menos cilíndricos y acostillados. Las inflorescencias, en pares axilares, son compuestas por flores dioicas, pequeñas y sésiles organizadas en capítulos solitarios o paniculados; tienen 3-4 tépalos libres en las flores estaminadas y completamente connados en las flores pistiladas. Hay 1 o 2–3 estambres, libres o connados y el estigma es setaceo multifido-radiado. Los frutos son drupas subesféricas de unos 2–4 mm de diámetro incrustadas en un perianto alargado algo carnoso, tipo baya.

## Distribución
El género es nativo de los bosques de América tropical. Sus especies han sido descritas y citadas de: Bolivia, Brasil, Colombia, Costa Rica, Ecuador, Guyanas, Honduras, México, Perú, Guatemala y Venezuela.

## Taxonomía
El género ha sido descrito por primera vez por Jean Baptiste Christophe Fusée Aublet y publicado en Histoire des Plantes de la Guiane Françoise, vol. 2, p. 955 , t. 362-363 , 1775. La especie tipo es Coussapoa latifolia Aubl., 1775, con el lectotipo designado por Cornelis Christiaan Bergen Flora of Suriname, vol. 5(1), p. 279, 1975.
Etimología
- Coussapoa: derivado latinizado del nombre que los indígenas Galibis dan a estos árboles en la Guyana, coussapoui.

## Especies aceptadas
- Coussapoa angustifolia Aubl.
- Coussapoa arachnoidea Akkermans & C.C.Berg
- Coussapoa argentea Akkermans & C.C.Berg
- Coussapoa asperifolia Trécul
- Coussapoa batavorum Akkermans & C.C.Berg
- Coussapoa brevipes Pittier
- Coussapoa chocoensis Cuatrec.
- Coussapoa cinnamomea Cuatrec.
- Coussapoa cinnamomifolia Mildbr.
- Coussapoa contorta Cuatrec.
- Coussapoa crassivenosa Mildbr.
- Coussapoa cupularis Akkermans & C.C.Berg
- Coussapoa curranii S.F.Blake
- Coussapoa david-smithii C.C.Berg
- Coussapoa duquei Standl.
- Coussapoa echinata Akkermans & C.C.Berg
- Coussapoa ferruginea Trécul
- Coussapoa floccosa Akkermans & C.C.Berg
- Coussapoa fulvescens C.C.Berg
- Coussapoa glaberrima W.C.Burger
- Coussapoa herthae Mildbr.
- Coussapoa jatun-sachensis C.C.Berg
- Coussapoa latifolia Aubl. - especie tipo
- Coussapoa leprieurii Benoist
- Coussapoa longipedunculata Akkermans & C.C.Berg
- Coussapoa macerrima Standl. & L.O.Williams ex Akkermans & C.C.Berg
- Coussapoa manuensis C.C.Berg
- Coussapoa microcarpa (Schott) Rizzini
- Coussapoa microcephala Trécul
- Coussapoa napoensis Akkermans & C.C.Berg
- Coussapoa nitida Miq.
- Coussapoa nymphaeifolia Standl.
- Coussapoa oligocephala Donn.Sm.
- Coussapoa orthoneura Standl.
- Coussapoa ovalifolia Trécul
- Coussapoa pachyphylla Akkermans & C.C.Berg
- Coussapoa parviceps Standl.
- Coussapoa parvifolia Standl.
- Coussapoa purpusii Standl.
- Coussapoa scabra Akkermans & C.C.Berg
- Coussapoa sprucei Mildbr.
- Coussapoa tessmannii Mildbr.
- Coussapoa tolimensis C.C.Berg
- Coussapoa trinervia Spruce ex Mildbr.

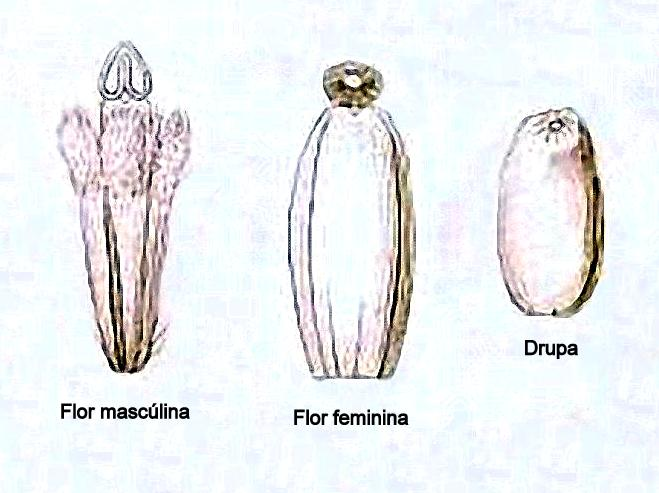
Un ejemplo de las flores y fruto del género en Coussapoa villosa

- Coussapoa valaria C.C.Berg
- Coussapoa vannifolia Cuatrec.
- Coussapoa villosa Poepp. & Endl.
- Coussapoa viridifolia Cuatrec.[1]